# Biscuits for Breakfast
Biscuits for Breakfast è il secondo album di Fink, pubblicato nel 2006 sotto l'etichetta Ninjatune.

## Il disco
Presente sul mercato in vari formati di registrazione, vinile, Cd e digital download, questo album presenta un genere completamente diverso dal precedente, infatti, se in quest'ultimo, veniva privilegiata la musica elettronica, in questo secondo lavoro, invece, si va verso sfumature che variano dall'indie rock al blues rock.
Con questo album viene definitivamente sancita la differente personalità dell'artista, capace, con questo lavoro, di riscuotere un discreto successo e pareri positivi da parte di numerose riviste:
(The sun)

## Tracce
1. Pretty Little Thing
2. Pills In My Pocket
3. You Gotta Choose
4. All Cried Out
5. Hush Now (feat. Tina Grace)
6. Biscuits
7. So Long
8. Kamlyn
9. Sorry I'm Late (XFM Flo-Motion Session)